# Kanda (Tokyo)
Kanda (神田?) è un'area residenziale di Chiyoda, Tokyo, in Giappone. Fino al 1947 era a tutti gli effetti un quartiere con 35 quartieri della capitale giapponese ma, con la riforma che vide la fusione della giurisdizione della città di Tokyo a quella della sua prefettura in un unico ente metropolitano, Kanda venne unito al quartiere di Kōjimachi, andando a formare il quartiere speciale di Chiyoda.

## Storia
Kanda è nota per essere una zona tranquilla in cui non mancano ristoranti, librerie e negozi sportivi. Durante il periodo Edo, tuttavia, era meglio nota per essere un vivace quartiere commerciale e residenziale, tra le cui strade trovavano spazio numerose botteghe di artigiani.
In passato i suoi confini erano delimitati a sud dal castello di Edo e a nord dal fiume Kanda. Nel 1947, con la riforma che vide la fusione della giurisdizione della città di Tokyo a quella della sua prefettura in un unico ente metropolitano, il tessuto urbano del quartiere di Kanda venne unito a quello del vicino quartiere di Kōjimachi, dando origine al quartiere speciale di Chiyoda.

## Monumenti e luoghi d'interesse
La moderna area di Kanda, situata a nord-est del Palazzo imperiale di Tokyo, è composta da zone più piccole come Ochanomizu, noto per i suoi negozi di strumenti musicali, Jinbōchō, famoso per le sue librerie, e la zona ovest di Akihabara, meta di appassionati di anime, manga e apparecchi elettronici. La sua area comprende, oltre a una zona residenziale, numerose università che ne fanno un luogo molto frequentato da persone di giovane età. Kanda è inoltre conosciuto per essere sede del santuario di Kanda, il quale organizza ogni anno a metà maggio il Kanda Matsuri, uno dei più importanti festival religiosi di Tokyo. Tra le altre attrazioni vi sono la scuola confuciana Yushima Seidō, il santuario di Yushima Tenman-gū (dedicato a Sugawara no Michizane, kami protettore delle lettere e della calligrafia) e la Cattedrale della Santa Resurrezione, il più importante luogo di culto della chiesa ortodossa giapponese.
L'area è servita sia da sei differenti linee metropolitane sia dalla linea Chūō della JR.

## Quartieri di Chiyoda nell'area di Kanda
- Aioichō
- Awajichō
- Hanaokachō
- Higashi-Kanda
- Higashikonyachō
- Higashimatsushitachō
- Kanda-Hirakawachō
- Iwamotochō
- Izumichō
- Jinbōchō
- Kajichō
- Kitanorimonochō
- Konyachō
- Matsunagachō
- Mikurachō
- Misakichō
- Mitoshirochō
- Neribeichō
- Nishifukudachō
- Nishi-Kanda
- Nishikichō
- Ochanomizu
- Ogawamachi
- Sakumachō
- Sakumagashi
- Sarugakuchō
- Soto-Kanda (Akihabara)
- Sudachō
- Suidōbashi
- Surugadai
- Tachō
- Tomiyamachō
- Tsukasamachi
- Uchi-Kanda